# Pistolet Colt 22
Colt 22 – amerykański pistolet samopowtarzalny. Pistolety tego typu były oferowane od 1994 roku. Pierwsza wersja, Colt 22 Cadet, była bronią przeznaczoną do strzelania rekreacyjnego, ze stałymi przyrządami celowniczymi. W 1995 roku rozpoczęto produkcję wersji sportowej Colt 22 Target wyposażonej w dłuższą lufę i regulowane przyrządy celownicze. Produkcję wszystkich odmian Colta 22 zakończono w 2000 roku.

## Opis
Colt 22 był bronią samopowtarzalną. Zasada działania oparta na odrzucie zamka swobodnego. Pistolet wykonany był ze stali nierdzewnej. Bezpiecznik miał postać kołka w tylnej części szkieletu.
Colt 22 był zasilany z wymiennego, jednorzędowego magazynka pudełkowego o pojemności 10 naboi, umieszczonego w chwycie. Zatrzask magazynka znajdował się po prawej stronie chwytu. Broń była wyposażona w zatrzask zamka (po lewej stronie szkieletu).
Lufa gwintowana.
Przyrządy celownicze składały się z muszki i szczerbinki (Cadet) lub muszki i celownika mikrometrycznego (Target).